# Flentrop
Flentrop Orgelbouw is een bedrijf dat orgels bouwt en restaureert. Het is gevestigd in Zaandam, waar ook het kantoor en de pijpenmakerij staan. De houtwerkplaats bevindt zich in Koog aan de Zaan.

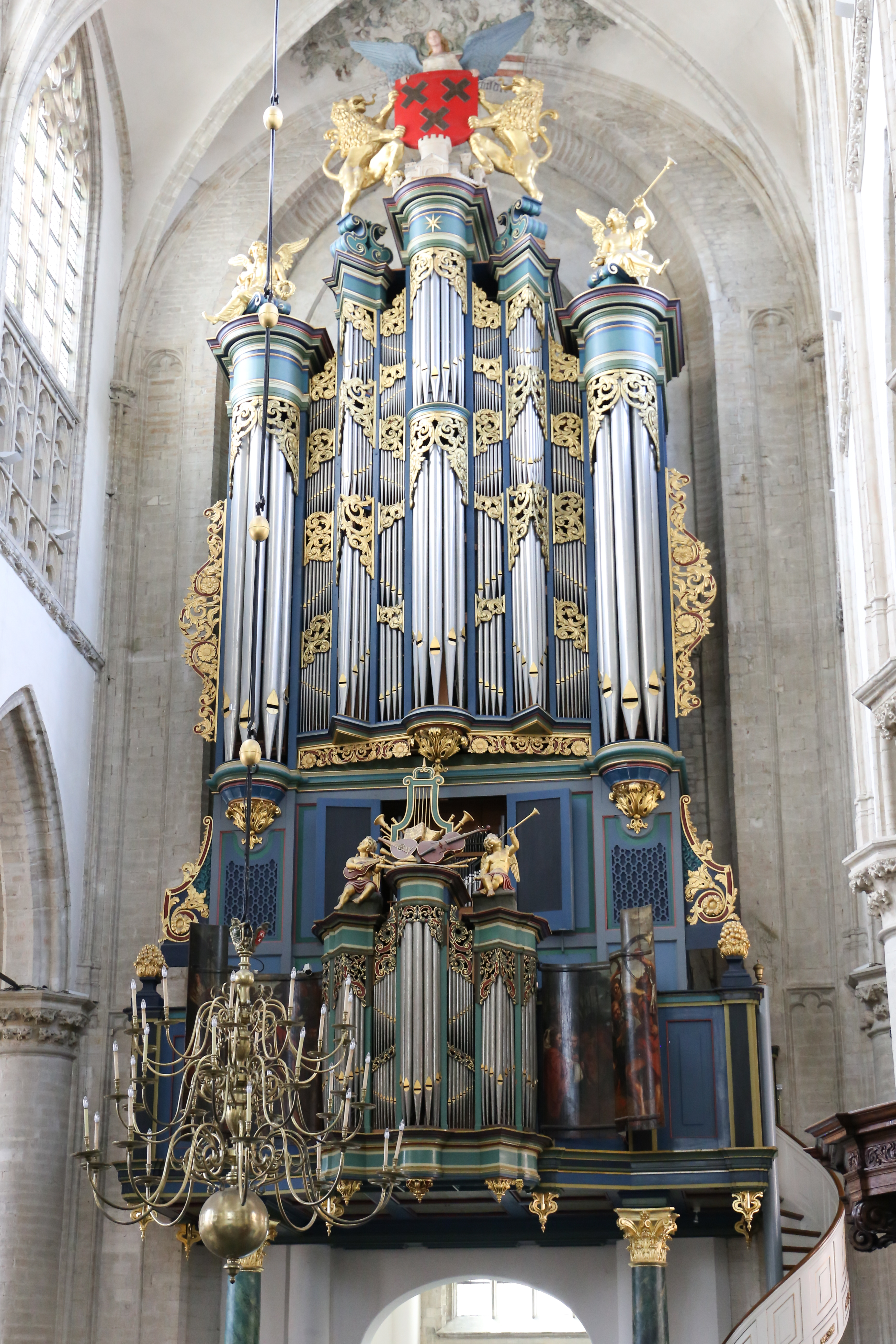
Het Flentroporgel van de Grote Of Onze Lieve Vrouwekerk in Breda

Het bedrijf is in 1903 opgericht door Hendrik Wicher Flentrop (1866-1950). Deze was organist in de Westzijderkerk te Zaandam en begon een piano- en orgelhandel. Hij was van mening dat oude orgels niet aan de smaak van hun tijd mochten worden aangepast, maar authentiek moesten klinken. Nadat ervaring was opgedaan met restauratie en uitbreiding van orgels, werd in 1915 het eerste nieuw gebouwde orgel afgeleverd. Sedert 1922 waren er contacten met Albert Schweitzer. Deze had uitgesproken meningen over de eisen die aan orgels moesten worden gesteld.
Flentrops zoon Dirk Andries Flentrop (1910-2003) nam in 1940 de leiding van het bedrijf over. Belangrijke orgels, zoals dat van Hans van Covelen in de Grote Kerk te Alkmaar, en de Schnitger-orgels in de Grote Kerk te Zwolle en in de Laurenskerk te Alkmaar, werden gerestaureerd. Voor opdrachtgevers in de Verenigde Staten werden tal van orgels gebouwd. Twee orgels te Mexico-Stad werden gerestaureerd.
Van 1976 tot 1998 werd het bedrijf geleid door J.A. Steketee (1936). Onder zijn bewind werd het orgel van Johannes Duyschot in de Westzijderkerk te Zaandam gerestaureerd. Er werden verder ook vele opdrachten uitgevoerd in het verre buitenland: Taipei, Riga, Tokio, Dunblane (Schotland), Kazan en Jerevan. Voorts werd het orgel van de Holy Name Cathedral te Chicago gebouwd (tevens het grootste orgel uit het oeuvre van Flentrop, 4 manualen en pedaal, 71 registers). In Nederland werden orgels gebouwd voor onder andere de Oosterkerk te Zeist en de Sint Catharinakerk te Doetinchem. Gerestaureerd werden het orgel van het Concertgebouw en dat van de Westerkerk te Amsterdam en ook het orgel van de Sint-Janskathedraal te 's-Hertogenbosch.
Steketee werd in 1998 opgevolgd door Cees van Oostenbrugge. Opnieuw werd een restauratie uitgevoerd van het Alkmaarse orgel van Hans van Covelen uit 1511 (het oudste bespeelbare orgel van Nederland). In 2005 restaureerde Flentrop het Cavaillé-Coll-orgel van de Philharmonie Haarlem in vrijwel de oorspronkelijke staat.
Nadat Van Oostenbrugge in 2008 plotseling overleed werd Frits Elshout algemeen directeur. Hij was sinds 1998 al adjunct-directeur bij Flentrop. Sinds 1 januari 2016 is de leiding in handen van Erik Winkel. Alle leidinggevenden zijn of waren tevens organist in diverse kerken.
Sinds 1978 zijn de aandelen van de BV gecertificeerd. De certificaten zijn alle in bezit van personeelsleden.